# Ated - ICT Ticino
ATED - Associazione Ticinese Evoluzione Digitale, precedentemente nota come ated - ICT Ticino, è un'associazione fondata nel 1971 che raggruppa informatici della Svizzera italiana occupandosi della promozione della cultura informatica presso i suoi associati e nella società.

## Storia
ated - ICT Ticino è stata costituita come associazione di soci individuali nel 1971 da un gruppo di 24 persone presso il Caffè dei Commercianti a Lugano
I primi studi sul settore ICT svolti dall'associazione risalgono appunto al 1977-1978 e mostrano un quadro di 509 operatori impiegati in un totale di 90 centri di elaborazione dati nel Canton Ticino.
ated col tempo si era affiliata alla Federazione svizzera dell'informatica (SVI/FSI), che era nata nel 1980 e che contava circa 10 affiliati portando all'interno della federazione il problema dello scarso utilizzo dell'italiano nella formazione informatica come anche la presenza quasi nulla della stessa lingua nella comunicazione all'interno della stessa federazione, tra cui la rivista interna "Outout".
Nel 1983, quando ated contava ormai 221 soci, veniva organizzata a Lugano la "Giornata svizzera dell'informatica" collegata sempre alla Federazione Svizzera dell'informatica.
Il ruolo di ated era ormai riconosciuto a livello cantonale e lo stesso Dipartimento della Pubblica Educazione (DPE) consultava ated per la creazione di corsi di informatica nelle scuole alternative
, inoltre la stessa ated si impegnava presso l'Istituto Svizzero per l'insegnamento dell'informatica di gestione di organizzare corsi in lingua italiana in Canton Ticino.
Nel 1987 veniva costituito il Gruppo Intelligenza Artificiale in concomitanza con la creazione a Lugano dell’IDSIA (Istituto dalle Molle di Studi sull’Intelligenza Artificiale) e sempre ated patrocinava nel 1988 un simposio internazionale sul tema dell'utilizzo dell'intelligenza artificiale in ambito bancario e finanziario.
Nel 1987 ated aveva messo in funzione la banca dati GIA-Ated, un BBS con possibilità di connessione remota tramite modem per scaricare software e documenti.
Nel 1992, in occasione del suo 20º anno, ated pubblicava i risultati della ricerca "Informatica '90" e nel 1993 veniva creata una biblioteca tecnica presso la Biblioteca cantonale di Bellinzona quale sussidio didattico ai partecipanti dei corsi d’informatica.
Nel 1995 l’Associazione, che contava 598 soci, pubblicava il suo primo sito Internet offrendo gratuitamente ai propri soci il servizio di posta elettronica.
Nel 2007 è stato istituito il "Riconoscimento ated - ICT Ticino", concorso a premi per il settore dell’ICT nella Svizzera italiana.
Nel 2013 è stato creato il gruppo ICT+ con lo scopo di agire da facilitatori per persone e organizzazione della terza età alle prese con gli strumenti ICT. Nel 2014 è stata lanciata l’iniziativa ated4Kids per istruire i giovani dai 6 ai 15 anni.

## Pubblicazioni
- Output, (1975 – 1990), Organo ufficiale di ated (pagina di esempio)
- ated/Corriere del Ticino, (24 novembre 1978), Inchiesta sugli impianti informatici in Ticino
- ated/Corriere del Ticino, (23 giugno 1983), Indagine Dieci anni di informatica in Ticino: stato e tendenze
- ated, (1988 – 1989), Bollettino del Gruppo Intelligenza Artificiale (pagina di esempio)
- ated, (1992), Informatica 90 - Situazione attuale e prospettive in Ticino
- ated, (1999), Giovani e nuove tecnologie informatiche - (versione inglese)
- ated/IRE, (1999), Indagine concernente le Tecnologie dell’Informazione in Ticino
- ated (2005) Rilevazione domanda e offerta formazione IT
- ated/SUPSI, (2007), Studio ICT Ticino
- Il 23 settembre 2017 è stato ottenuto con successo il record mondiale di "droni in aria contemporaneamente pilotati dai ragazzi"
- OFAC